# Pedro Inácio Lopes
Pedro Ignácio Lopes, igualmente conhecido como Pedro Inácio Lopes (Lisboa, 13 de Janeiro de 1840 - 22 de Dezembro de 1900), foi um engenheiro e ferroviário português.

## Biografia

### Primeiros anos e estudos
Nasceu na cidade de Lisboa, em 13 de Janeiro de 1840. Terminou os seus estudos preparatórios em 1855, e ingressou numa universidade em Janeiro do ano seguinte. Concluiu os seus estudos em 1860, tendo-se formado em Matemática e tirado um bacharelato em Filosofia. Devido às suas excelentes prestações, foi escolhido para frequentar, com uma pensão do Estado, a École Nationale des Ponts et Chaussées, em Paris, de onde regressa em 1864.

### Carreira profissional
Em 1864, emprega-se na Companhia Real dos Caminhos de Ferro Portugueses, como ajudante do engenheiro de Francisco Maria de Sousa Brandão. Foi encarregado de estudar o traçado da ligação ferroviária entre Coimbra e Covilhã, que seria, posteriormente, construído até Serpins e transformado no Ramal da Lousã. Também foi incumbido de analisar o traçado da Linha da Beira Alta, e entre 1869 e 1871 supervisionou as obras de melhoramento na bacia e a regularização do leito do Rio Mondego. No ano seguinte, foi encarregado pelo engenheiro Manoel Affonso de Espregueira de elaborar o traçado da Linha do Norte, entre Vila Nova de Gaia e Campanhã, tarefa que deixou de parte para estudar o traçado de uma linha de bitola estreita entre Ponte de Santana, na Linha do Leste, e São Martinho do Porto, passando pelas Caldas da Rainha. Após terminar esta tarefa, voltou ao projecto da Linha do Norte, que conclui com sucesso.
Em Julho de 1879, foi encarregado de empreender a construção do Ramal de Cáceres, tendo-se destacado pela rapidez com que executou este projecto. Também lhe foi ordenado que fizesse o projecto e o respectivo orçamento para a construção e gestão da Linha da Beira Baixa, tendo entregue o relatório em 3 de Abril de 1883. Entre 1885 e 1890 desempenhou o cargo de director da Companhia Real dos Caminhos de Ferro Portugueses, tendo contribuído significativamente para o desenvolvimento do transporte ferroviário em Portugal, ao orientar a construção de várias ligações, aumentar o movimento ferroviário, e ter introduzido vários melhoramentos técnicos, como a electrificação das estações, duplicação de alguns troços, novos sistemas de sinalização, e a chegada de novo material circulante; instituiu, igualmente, a Caixa de Reformas e Pensões da Companhia, e decidiu, em 1898, o local onde deveria ser instalada a Estação Ferroviária de Olhão. Já durante as suas funções como director, padeceu de uma grave doença.
Em 1890, deixou a Companhia e passou para o Ministério das Obras Públicas, Comércio e Indústria, onde, além de ser inspector, também executou uma série de projectos, como a vistoria das margens do Rio Mondego, a revisão da classificação das estradas nacionais, a direcção de vários estudos da rede de estradas nacionais e municipais, a revisão do decreto que regulava as concessões ferroviárias, elaboração de um regulamento para a vigilância, conservação e provas de pontes metálicas, execução de um estudo sobre o sistema de tarifas no transporte ferroviário, verificação da resistência de pontes metálicas, e a elaboração de um caderno de encargos e programas para a adjudicação de empreitadas por parte do estado.
Foi, igualmente, colaborador na  Gazeta dos Caminhos de Ferro de Portugal e Hespanha  existente entre 1888 e 1898, bem como na continuação desta a Gazeta dos Caminhos de Ferro (1899-1971)

### Falecimento
Faleceu em 22 de Dezembro de 1900.

### Condecorações e homenagens
Foi homenageado com a Grã-Cruz da Ordem de Sant'Iago da Espada, recebida no dia da inauguração da Ponte D. Maria Pia, em 4 de Novembro de 1872, por ter concluído o projecto do atravessamento do Rio Douro. Também recebeu, pelas suas acções como director da Companhia Real dos Caminhos de Ferro Portugueses, as comendas da Ordem de Carlos III e da Ordem de Isabel a Católica, e uma condecoração da Imperial Ordem da Rosa.
Foi homenageado, junto com outras figuras do transporte ferroviário em Portugal, pelo engenheiro José Fernando de Sousa, numa conferência da Real Associação d'Agricultura Portugueza, em Março de 1902.